# 纸坊街道 (洋县)
纸坊街道，是中华人民共和国陕西省汉中市洋县下辖的一个街道办事处。
2015年，陕西省民政厅批复同意撤销白石镇、四郎镇，设立纸坊街道办事处。

## 行政区划
纸坊街道下辖以下地区：
上坪村、贯岭村、王庄村、白石村、冯岭村、韩家湾村、柳冉村、张桃村、任家湾村、范夏村、田岭村、西岭村、清凉村、冉家村、流峪村、塔峪村、马道村和孟峪村。